# پاوله وویسیچ
پاوله وویسیچ (سیریلیک صربی: Павле Вуисић؛ ۱۰ ژوئیهٔ ۱۹۲۶ – ۱ اکتبر ۱۹۸۸) یک هنرپیشه اهل جمهوری فدرال سوسیالیستی یوگسلاوی بود. وی بین سال‌های ۱۹۵۰ تا ۱۹۸۶ میلادی فعالیت می‌کرد.
از فیلم‌ها یا برنامه‌های تلویزیونی که وی در آن نقش داشته است می‌توان به دالی بل را یادت می‌آید؟، وقتی بابا رفته بود مأموریت و مرشد و مارگاریتا و زندگی زیباست اشاره کرد.